# 林琬清
林琬清（1995年11月1日—），臺灣女子羽毛球運動員。就讀臺北市立松山高級中學、臺北市立大學。

## 簡歷
林琬清高中就讀台電羽球隊建教合作學校松山高中，2013年第二次全國排名賽後成為甲組球員。曾為台電羽球隊成員，後轉隊至合庫羽球隊，與郭浴雯合作參加國際賽，兩人曾一同入選2018年優霸盃、2018年亞洲運動會代表隊。2019年，林琬清搭檔郭浴雯和呂佳彬，分別在馬爾地夫未來系列賽奪得女雙、混雙冠軍。
2022年，隸屬合庫的臺灣第一女雙許雅晴／胡綾芳在球團安排下拆組，其中許雅晴改與林琬清搭配。林琬清／許雅晴在5月的優霸盃首度於國際賽出場，6月前往歐洲征戰國際賽，在意大利國際賽、波恩國際賽兩站奪冠、南特國際挑戰賽獲亞。

## 主要比賽成績
只列出曾進入準決賽的國際賽事成績：
| 年份   | 賽事                     | 公開賽級別 | 項目     | 搭檔   | 成績   |
| ------ | ------------------------ | ---------- | -------- | ------ | ------ |
| 2019年 | 波蘭羽毛球公開賽         | 國際挑戰賽 | 女子雙打 | 郭浴雯 | 準決賽 |
| 2019年 | 馬爾地夫羽毛球未來系列賽 | 未來系列賽 | 女子雙打 | 郭浴雯 | 冠軍   |
| 2019年 | 馬爾地夫羽毛球未來系列賽 | 未來系列賽 | 混合雙打 | 呂佳彬 | 冠軍   |
| 2019年 | 美國羽毛球國際挑戰賽     | 國際挑戰賽 | 混合雙打 | 呂佳彬 | 亞軍   |
| 2022年 | 意大利羽毛球國際賽       | 國際挑戰賽 | 女子雙打 | 許雅晴 | 冠軍   |
| 2022年 | 波恩羽毛球國際賽         | 未來系列賽 | 女子雙打 | 許雅晴 | 冠軍   |
| 2022年 | 南特羽毛球國際挑戰賽     | 國際挑戰賽 | 女子雙打 | 許雅晴 | 亞軍   |
| 2023年 | 北馬里亞納羽毛球公開賽   | 國際挑戰賽 | 女子雙打 | 許雅晴 | 冠軍   |
| 2023年 | 塞班島羽毛球國際賽       | 國際挑戰賽 | 女子雙打 | 許雅晴 | 冠軍   |
| 2023年 | 美國羽毛球公開賽         | 超級300賽  | 女子雙打 | 許雅晴 | 準決賽 |
| 2024年 | 德國羽毛球公開賽         | 超級300賽  | 女子雙打 | 許雅晴 | 準決賽 |
| 2024年 | 瑞士羽毛球公開賽         | 超級300賽  | 女子雙打 | 許雅晴 | 亞軍   |
| 2024年 | 印尼羽毛球國際挑戰賽     | 國際挑戰賽 | 女子雙打 | 林筱閔 | 亞軍   |
| 2024年 | 加拿大羽毛球國際挑戰賽   | 國際挑戰賽 | 女子雙打 | 劉巧芸 | 冠軍   |
| 2025年 | 普吉府羽毛球國際系列賽   | 國際系列賽 | 女子雙打 | 林芷均 | 準決賽 |
| 2025年 | 斯洛文尼亞羽毛球公開賽   | 國際系列賽 | 女子雙打 | 林芷均 | 冠軍   |
| 2025年 | 奧地利羽球公開賽         | 國際系列賽 | 女子雙打 | 林芷均 | 亞軍   |
| 2025年 | 澳門羽毛球公開賽         | 超級300賽  | 女子雙打 | 林芷均 | 準決賽 |

| 2018-2026年 | 總決賽 | 超級1000賽 | 超級750賽 | 超級500賽 | 超級300賽 | 超級100賽 | 國際挑戰賽 | 國際系列賽 | 未來系列賽 | 其他 |

### 奧運會和世錦賽參賽紀錄
|          | 搭檔   | 2023 |
| -------- | ------ | ---- |
| 女子雙打 | 許雅晴 | 32強 |

## 外部連結
- 林琬清在世界羽球聯盟的登錄資料